# あいなっつ
あいなっつ（AINATTSU、1994年3月27日 - ）は、日本の女性タレント、グラビアアイドル、YouTuber、Pocochaライバーである。株式会社ティファナエンターテインメント所属。2020年までは「なつめ 愛莉」（なつめ あいり）の名で、AV女優や風俗嬢として活動していた。

## 略歴
2013年1月、kawaii*専属女優「咲田ありな」としてAVデビュー。2014年5月、kira☆kira専属女優となる。
2014年7月、セガのゲーム「龍が如く」のキャラクター出演をかけたセクシー女優人気投票にエントリー。同年8月24日に結果が発表されたが、『龍が如く0 誓いの場所』への出演権を逃した。順位・得票数は未発表。
2014年8月、CSスカパー!958chバニラスカイチャンネルのバニラガールズに加入。
2015年、株式会社マインズ所属になり、芸名を「なつめ愛莉」に改名。
2018年に映画初出演。2019年に『アノコノシタタリ』で一般映画初出演、初主演。明確なAV引退宣言はないものの、翌年以降は出演作がなく、事実上の引退。以降はタレント業、後述の配信者としての顔がメインとなる。
2020年5月4日、「あいなっつ」のライバー名で、ライブコミュニケーションアプリ「Pococha」の配信を開始。
2020年頃に、株式会社ティファナエンターテインメントに所属。芸名をライバー名と同じ「あいなっつ」に改め、タレント・グラビアアイドル・YouTuberとして活動中。
2024年5月4日、ファンサイト休止が発表された。

## 人物
東京都出身。趣味はせっけん集め、テニス。特技は大食い。学生からAV女優にそのまま飛び込み、一般的な社会人経験、アルバイト経験はない。
2020年11月、アダルトビデオ芸人リボルバー・ヘッドから、最高レベルのフェラチオを駆使していると紹介され、フェラチオ名を「デビルズ・ティアーズフェラ」と名付けられた。

## 出演・作品

### アダルトビデオ -DVD-

#### 「咲田ありな」名義
- 新人!kawaii*専属デビュ→ 今日、君にまっしぐら。（1月25日、kawaii*）
- 恥ずかしくったって♪ 〜ありなのH猛特訓〜（2月25日、kawaii*）
- ナースしちゃうゾ♪（3月25日、kawaii*）
- 恋人目線ぴったん娘（4月25日、kawaii*）
- 人間観察ドキュメント 01（9月3日、プレステージ）他出演:松井加奈、益若エリカ、星川麻紀、鈴村みゆう
- 初めての放尿 初めてのメガち○ぽSEX（9月5日、アイエナジー）
- ゆるふわ美少女のタップリ初中出し（11月19日、エムズビデオグループ）
- 新妻4人と毎日子作り（12月1日、ZUKKON/BAKKON）共演:湊莉久、葵こはる、菜月アンナ
- 咲田ありなのギャルでしようよ（12月6日、クリスタル映像）

- S-Cute Girls（1月1日、S-cute）他出演：湊莉久 篠田彩音
- 恋するキモチ「記念日」（2月7日、S-cute）
- 本屋でパンツが立濡れするほど夢中で性知識を勉強しているウブで真面目な生徒会長/風紀委員長/図書委員長のグチョ濡れオマ○コに見知らぬ男たち10人がそっとチ○ポを突っ込み連続生中出ししても妊娠するまで気づかない!! 3シチュエーション 中出し合計30発!!（3月20日、ディープス）共演:相沢れおな、百田まゆか
- 3月まで地方の地味な女子校生（実はまだ処女!）だった新入女子大生が新歓コンパで初めての飲酒!すごく楽しくていい気分で心も体も完全ゆとりモード!! 初対面の先輩と初SEXにヨガリイキまくる!!大学デビューからのSEXデビューした田舎娘の一部始終!（4月25日、ケイ・エム・プロデュース）
- kira★kira BLACK GAL DEBUT日焼け黒ギャル専属デビュー 激カワ小麦色ロリGALの猥褻極小ビキニ中出し（5月19日、kira☆kira）
- kira★kira BLACK GAL W日焼け黒ギャルソープランド きゃわたん泡姫ロリロリGAL（6月19日、kira☆kira）共演：紺野ひかる
- クラスメイトを犯しちゃえ 制服JK（7月11日、アップス）
- kira★kira BLACK GAL 制服黒ギャルと中出し援交（7月19日、kira☆kira）

#### 「なつめ愛莉」名義
- エッチに照れまくる姿が可愛い過ぎる女の子（4月1日、S-Cute）
- 「AV業界の常識、私たちのオマ○コで教えます！」先輩SOD女子社員が新入男子社員へ、‘一緒にイキながら’教える業務マニュアル（4月9日、SODクリエイト）
- 学校の帰りにエロプリしているJ○にガチ交渉!スケベな事しか考えていないならエッチな事させてください!2（4月10日、プレステージ）
- 街角に美少女を放ち逆ナンパしちゃいました2（4月22日、プレステージ）共演：長谷川リホ
- バンドギャルナンパ（4月22日、プレステージ）
- 愛液と潮に咽び、弄ばれ続けたお泊りSEX（5月13日、オーロラプロジェクト）
- 転校したら男は僕一人ぼっちだった…。9（5月21日、AKNR) 共演:高山えみり、若月まりあ、彩城ゆりな、里咲しおり、浅倉愛、山本美和子、かのんこゆる、葉山美空、星野ひびき、夏海花凛、吉川いと、春海紗奈、松浦ゆきな、久留美なな、あゆみ翼、御舟みこと、みずのみう、川原里奈、月野こころ、愛原れの、杏咲望、原波瑠
- マジックミラー号で片想いの女性とのセックス距離を縮めます 職場の上司と部下OLが2人っきりの野球拳 初めて見せ合う互いのハダカに嬉し恥ずかし初合体2（5月21日、SODクリエイト）
- 痴漢"変態化"計画 立ちオナニーを強要され絶頂する女子高生（5月21日、ナチュラルハイ）
- 小悪魔女子大生が輪姦レイプされるまで（5月22日、MAD）
- 週末限定中出しOK従順美少女デリバリー あいり（仮名（5月22日、ケイ・エム・プロデュース）
- 下校途中のロリ姉妹を2段式特殊エステベッドで同時凌辱 上下段でお互い犯される姿が見えてしまい恥ずかしいけど声が出てしまう姉妹達（5月22日、ケイ・エム・プロデュース）共演：なごみ
- 私、3人のオトコのヒトに輪されました（5月25日、オーロラプロジェクト）
- 友達2人組をガチナンパ!親友の前で公開羞恥されちゃう素人娘!3（5月25日、田町ナンパ天国）
- 再婚相手の連れ子は美人女子校生姉妹!!初めて皆で川の字で寝る事に…。明け方、年頃で可愛い妹のパジャマがはだけ、発育途中の身体を見て欲情してしまった僕は彼女を…!!ふと横を見ると、妹と僕がSEXしているのを気づいた姉が、興奮し身体をくねらせていたので……3（6月1日、プレステージ）共演：川原里奈
- 女子校生 金蹴り研究会（6月5日、フリーダム）共演：あやね遥菜、仁美まどか、早乙女らぶ
- 図書館で声も出せず糸引くほど愛液が溢れ出す敏感娘15（6月6日、ナチュラルハイ）
- ビジネスホテルのマッサージ師の胸チラで股間が反応してしまった俺 5 SPECIAL（6月6日、AKNR） 他出演:高山えみり、碧しの、小泉まり、渋谷美希
- 中出し大好き!妹とJKとおうちで淫乱交（6月7日、ゴールデンタイム）共演：乙葉ななせ、なごみ、みづのみう
- 【観覧注意】本数限定!凌辱された母娘!悲惨すぎて炎上した問題映像（6月10日、ブリット）
- 素人娘赤面!胸チラ・パンチラ!雑巾がけ競争!!4（6月13日、はじめ企画）
- 毎朝通勤途中に見かける女子校生のパンチラをチラ見してたら、気が付いた女子が恥ずかしそうにスカートを押さえて見つめ返してきた件。（6月18日、SWITCH）共演：夏海いく、前田さおり、陽木かれん
- 美少女のパイチラが拝める大人気ガールズバー!（6月25日、kawaii*）共演：稀夕らら、阿部乃みく、川村まや
- 理系女の強制射精モルモットにされた男（7月5日、フリーダム）共演：あやね遥菜、仁美まどか、早乙女らぶ
- 再婚して突然出来た娘は美人JK姉妹!川の字で寝てると寝相の悪い娘がパンツ丸出しのお尻をグイグイ急接近!そしてパンツ越しにも入っているのが分かるくらいマ○コにボクのチ○ポをめり込ませ（7月7日、ゴールデンタイム）共演：白咲碧
- バレないように店内でバイト娘とやっちゃった俺（7月9日、AKNR）
- 大混雑の中パンティ脇から差し込みマ○コに擦って射精するパンズボ痴漢（7月9日、ナチュラルハイ）
- 友達の彼女に何度も中出し! ボクの友だちが、彼女連れでボクの部屋にやって来てノロケまくりでムカつく!! しかも隠していたAVを見つけられオナニー野郎とバカにしてくる。帰った後、悔しくて彼女をおかずにオナニーしようとしたら、先ほどの彼女が一人再訪問。どうやら彼氏とのHが上手くいかず、ボクのAVで勉強したいらしい。二人でAVを見ているとなにやらモジモジとする彼女。童貞だけど見栄を張って「二人で練習してみようか」と言うとムラムラしていた彼女はなんとゴム有りならOK。でも彼氏とでも絶対NGな生挿入&生中出しをしてみたくなり、ゴムを外してコッソリ中出し。怒られると思いきや彼女は、中出しの快感が忘れられず何度も中出しを求められて、今では中出しセフレに!2（7月9日、Hunter）
- 絡みつくベロキス痴女の接吻中出しオーガズム4時間（7月10日、ケイ・エム・プロデュース）共演：沙希、Maika、白石悠、中村奈菜
- 優等生美少女JKが中年オジサンに媚薬漬けにされてオチ○ポをじゅぼじゅぽシャブって、オマ○コからびゅーびゅー潮を吹きまくってマ○コがバカになる話（7月14日、HERO）
- ファミレスで媚薬を塗ったディルドオナニーをやらされ腰ふりが止まらぬほど発情しまくる女子高生（7月23日、ナチュラルハイ）
- 一般男女モニタリングAV マジックミラーの向こうには大好きな彼氏!素人女子大生が彼氏の友達と親密度アップの過激ミッションで素股に挑戦!二人っきりの密室でクリトリスとチ○コを擦り合わせると欲しがり汁で溢れたトロトロマ○コの彼女は我慢できずに彼氏の目の前で浮気セックスしてしまうのか!?（7月23日、DEEPS）
- 天まで届く大量潮吹き 小悪魔痴女子校生（7月24日、FirstStar）
- 夏祭り美少女ビーチ大乱交（7月24日、FirstStar）共演：青山未来、涼川絢音、逢月はるな、森保さな
- 素人ナンパ!!とりあえず素股までが間違えてチ●ポがズボリッ!!part4（7月24日、S級素人）
- M男強制オナニーサポート 女子校生のフリーダム的JOI（8月5日、フリーダム）共演：あやね遥菜、仁美まどか、早乙女らぶ
- 部活女子高生 ソフトテニス部 この中で5人の女子高生がSEXしています。（8月6日、SODクリエイト）共演：桜木優希音
- ナチュラルハイ真夏の羞恥SP 全5作品撮り下ろし一気見DX（8月6日、ナチュラルハイ）
- DANDYちょいワケあり仕事集 女子校生Ver.（8月6日、DANDY）
- 幼馴染が惨めなボクに同情で素股!素股だけのはずだったのにまさか…! 小さい頃から面倒見がよくてかわいかった、ひとつ年上の幼馴染が最近さらにかわいらしくなって少し戸惑う。たまに家に来たと思えば楽しそうな学校生活の話、女子に全く相手にされない僕とは真逆で正直、会うたびに落ち込む…。しかし、幼馴染はそんな僕に擦るだけという約束でSEXの予行練習として素股をさせてくれた!すると幼馴染は感じてアソコは濡れだし、あれだけ「擦るだけだよ」と言っていたにも関わらず、自らチ○ポをヌルっとアソコに挿れてしまい、お互い止められず中出し!しかも、何度も求められて幼馴染のアソコに何度も生で射精してしまいました。（8月6日、Hunter）
- 美人トイレ清掃員に強引にしびれ薬を飲ませ身体の自由を奪い、地面を這いつくばりながら逃げようとするエロ尻をもてあそび、逃げても逃げても容赦なくバックからガンガン突きまくってヤリました!（8月6日、Apache）
- 女子高生いいなり中出し監禁（8月6日、Apache）
- 超かわいいヤリマンゲット！マジで！？来れるヤツ集合！特に童貞君！！行く行く！絶対行く！（8月7日、お夜食カンパニー）
- 猫目姉妹とレンタルパパのエッチな1日（8月7日、ゴールデンタイム）共演：乙葉ななせ
- 人生で一度もモテキが来なかった僕…だけど何で毎度女に怒られなきゃいけないんだ!ムカつくから後輩がくれた媚薬を吹きかけてみると…超効きまくり!（8月7日、ゴールデンタイム）
- 奴隷ROOM room:06（8月11日、MAD）共演：乙葉ななせ
- 超激似 島○遥○ 国民的美少女アイドルグループ 困り顔な塩対応クイーンに激似娘!!（8月19日、ROOKIE）
- パパと娘の温泉旅行（8月19日、妄想族）
- 彼女のお姉さんは巨乳と中出しOKで僕を誘惑 森はるら（8月19日、OPPAI）※彼女役で出演。
- 私のバター犬（8月21日、RADIX）
- おしっこビアガーデン（8月21日、RADIX）
- じゅるばぷぁっぶごぼごぉぼぐっぼぐっばぷっ〜フェラ音3〜（8月21日、SEX Agent）
- さきっちょ集中!亀頭フェラ部員〜ねろりねろりと先端を包み込み、ちろりちろりと尿道を這う。そう、私たちは常に先っぽ狙い。〜（8月21日、SEX Agent）
- そこの素人お嬢さん 童貞くんのSEXの練習相手になってください。ドキドキ素股だけのはずがヌプっと入って優しく中出し筆おろし3（8月25日、ナンパJAPAN）
- 『いちごのつぶつぶってかわいい。』とか?（8月28日、バルタン）
- 新・可愛すぎる着ぐるみの中の娘（8月28日、S級素人）
- シ十物語～AV女優に逢いたくて～ (9月1日、バルタン) 他出演:三上里穂、翼みさき、藤本紫媛、愛原れの、七瀬ひとみ、海野空詩、西山樹、東城華菜 ※「AV OPEN 2015」 素人部門 エントリー作品
- 少女狩り不法侵入 怯え堕とし輪姦 家族には絶対ナイショのかくれんぼ (9月1日、MOODYZ)
- 惚れ薬でオヤジの唾液ごっくんケツ穴ドリル舐め白濁マン汁 危険日中出しOKレイヤー（9月1日、ワンズファクトリー）
- 憧れの先輩とレズれ！～初めてのレズは大好きな亜衣ちゃんと～ 初レズW解禁！！（9月1日、レズれ！）
- 今年から共学になったヤリマン女子校に入学したら…まさかのヤリチンに！去年まで女子校しかも地元でヤリマン●校として有名だった●校が共学になったので女に無縁なボクは、期待とアソコを膨らませて入学！！（9月1日、Hunter）
- しばられたい わたし、ただのオモチャで、いいんです。 (9月4日、ドリームチケット)
- 修学旅行生とまさかの混浴！？旅館の手違いで修学旅行生と同じ旅館になってしまい超騒がしい！文句を言おうにも数が多すぎて…。しかも、一人で静かに入っていた温泉にも、ずかずかと入り込んでくるんです！（9月10日、Hunter）
- 「大学の授業中にチ○ポを握らせても拒めない！男より学業優先の真面目女子大生に膣内絶頂を教えてヤる」VOL.1（9月10日、DANDY）
- ワケあり回春睾丸マッサージ 5 ～究極の射精体験へと導く人妻たち～（9月11日、ケイ・エム・プロデュース）
- 濡れすぎる女子校生 チ○ポとの相性が良すぎて理性崩壊。10回以上ハメ潮吹いちゃいました… あいり（9月13日、無垢）
- ガチナンパ！ド素人さんデカちんの素人童貞くんをひと皮剥いて（一人前にして）くれませんか？ 3（9月15日、ピーターズ）
- 勤務中に我慢し切れず弾丸放尿しちゃった女 (9月24日、アキノリ) 他出演:彩城ゆりな、白咲碧、二宮ナナ
- 幼馴染…あいり。憧れの女の子を催●・洗脳して雌奴●にする方法。（9月25日、ケイ・エム・プロデュース）
- 女子校生中出しソープ (10月1日、ワンズファクトリー)
- ヘルメット●学生コマンドー（10月2日、Eドラ！）共演：南梨央奈
- 女子大生美術部員のモデルになった男が受けた屈辱的な行為（10月5日、フリーダム）
- 引きこもりの僕の部屋がまさかのパンチラ＆胸チラ天国！TVゲームをしていると、なにやらうるさい妹と友達が部屋にやって来て…（10月8日、Hunter）
- 近所に住むロリ娘に利尿剤入り媚薬ドリンクを飲ませると、大量失禁！！無理やりチ●コを顔に押し付け、しつこいイラマチオを繰り返し、最後は当然生中出し！！（10月9日、ケイ・エム・プロデュース）
- 無理やり犯●れ、汗だく体液まみれの女子校生（10月9日、ケイ・エム・プロデュース）
- パンチラ挑発してくるクラスメイト（10月13日、アロマ企画）
- Mごっくんエンジェル（10月19日、エムズビデオグループ）
- JK￥撮り みんなでヤレば怖くない！？処女×悪友×モテ女子！都内在学3人組がデスじゃんけんで公開ハメハメ（10月20日、STAR PARADISE）
- 天使の盗撮 チャリ通JK追いまわし痴●（10月20日、STAR PARADISE）
- どこまでヤレる！？個室JKリフレのお嬢さん（10月20日、STAR PARADISE）
- 間接キスができる全裸接写 美女30人オール撮り下ろし212分（10月20日、レイディックス）
- ―セックスが溶け込んでいる日常― 学園生活で「常に性交」女子○生（10月22日、SODクリエイト）
- 3連続同時中出し痴● 混浴温泉に来たウブ娘2人組に3連続同時中出し痴●で精子の熱さで感じさせろ！（10月22日、アパッチ）
- 男は僕以外全員女性のシェアハウスで王様ゲーム！田舎から上京し、安いという理由で選んだシェアハウスの他の住人がまさかの全員女性！男が僕1人なもんだから非常に肩身が狭いし、僕が冴えない男なもんだからコキ使われまくり！（10月22日、Hunter）
- 絶対！妊娠するんだから！お父さんを押さえつけて私が妊娠するまで何度も中出しさせちゃいました！（10月22日、Hunter）
- 愛と平和の戦士アフロディーテ　～快感エネルギー開発計画～（10月23日、GIGA）
- 全国女子大生図鑑☆静岡 あいりちゃん（10月25日、ビッグモーカル）
- ナンパした人妻を部屋に連れ込み勝手に撮影して無許可で発売 Vol.10（10月25日、STUDIO I’s/妄想族）
- 女性だらけのマンションで肉便器にされた僕 ～便器マンと呼ばれて～（11月5日、フリーダム）
- 罵倒地獄番外編 センズリを馬鹿にする女 その 2（11月5日、フリーダム）
- 新・歌舞伎町 整体治療院51（11月6日、ゴーゴーズ）
- 中出し肉便器！黒髪美少女お貸しします。（11月6日、クリスタル映像）
- 図書館で勉強しているうぶな娘に勃起チ○ポを擦りつけ痴漢でマ○コがトロトロになるまで感じさせろ！！2（11月7日、ゴールデンタイム）
- 美脚女のパンツを没収し黒ストッキング越しの痴漢で何度もイカセろ！！2 女子校生バイブぶっ挿しSP（11月12日、ナチュラルハイ）
- 「何で私こんなの（18cm超級のメガバイブ）買っちゃったんだろう？」メガバイブにハマってしまった妹は粗チン彼氏では満足できなくなり、不意に見てしまった兄のメガチンに発情！試したい気持ちを抑えきれず…。（11月12日、Hunter）
- エステで男×女×女 濡れまくり3P！力強い男の指先×ソフトな女の指先=爆濡れアクメ！（11月12日、Hunter）
- 15周年記念SP 寝ている女性にイタズラしていたら逆に生ハメを求められて、もう発射しそうなのにカニばさみでロックされて逃げられない！（11月12日、アイエナジー）
- 女子陸上部のマネージャーになった僕。（11月13日、ムーディーズ）
- 乱交でレズれ！（11月19日、レズれ！）
- スマホ撮り ネットカフェJKプチ援交（11月20日、STAR PARADISE）
- 完全着床!子宮にゼロ距離射精!! (11月25日、本中)
- 「ぅん…キスっ…気持ちぃ。」 おじさん食堂07 トロンとした表情でディープキスをおねだりする奥さんの手料理とセックスが二つの意味でオイシイ。 (11月25日、ビッグモーカル)
- 股間ムキ出し拘束で抵抗できず恥ずかし過ぎる打ち上げ失禁！！！尿意を我慢し続けながら何回もイカサれた女たち（11月26日、ナチュラルハイ）
- 女子校テニス部変態孕ませ合宿（11月27日、ケイ・エム・プロデュース）
- 一人暮らしを始めた大好きな兄の部屋に通い親の目を気にせずSEXするブラコン妹の近親相姦映像（11月27日、I.B.WORKS）
- 女子校生の教え子に睡眠薬を飲ませ会うたびに犯し記録し続けた家庭教師の投稿映像（11月27日、青空ソフト）
- 思春期の美乳少女 あいり（11月30日、JUMP）
- 潮吹き大乱交4時間SPECIAL (12月1日、MOODYZ) 共演:涼川絢音、桜木優希音、酒井ももか
- 美少女奴隷契約 (12月4日、ワープエンタテインメント)
- ディルドと足裏（12月5日、フリーダム）
- 全裸金蹴り48手 2（12月5日、フリーダム）
- 強●逆寝取り 密かに想いを寄せていた男（兄、会社の後輩、大学の先輩…）の婚約に嫉妬し婚約相手の女がいる横でこっそり強●中出しさせて種付けさせる女（12月7日、ゴールデンタイム）
- 身動きできない放置アクメ！媚薬バイブを挿されたまま何度もイキ果てる腰くね痙攣女 2（12月10日、ナチュラルハイ）
- なんでこんなエロい格好…いや間違った、なんでこんなひどい格好に…。 誰からも頼られないダメ教師の僕が、女子同士のイジメ現場に遭遇！！すかさず教育的指導を…する勇気もなく、あられもない姿のイジメられっ子に興奮してのぞき見！（12月10日、Hunter)
- 美少女コスプレイヤー個人撮影（12月11日、TMA)
- 中出しOK癒しの超高級女子校生ソープ（12月11日、ケイ・エム・プロデュース)
- 恥ずかしいから、ママにはブラを買ってと言い出せなくて…突然の大雨で発育途中の小さな胸がノーブラ濡れ透け状態になってしまった少女 東京都板橋区在住 あいり（1●歳）（12月11日、ケイ・エム・プロデュース）
- 子宮レンタル女子校生 僕の彼女は誰とでも中出しセックスをするッ!! (12月13日、MOODYZ)
- 万引きJKいいなり裏取引（12月20日、STAR PARADISE）
- 「野性の王国」VOL.3 アフリカ最古の原住民と生でヤる (12月24日、DANDY)
- 巨乳人妻の癒しご奉仕マッサージ（12月24日、アイエナジー）
- 転校した先の寮は、なんと女子寮でパンチラ祭状態。 クラスメイトからエッチを求められて精子スッカラカンです。（12月24日、SWITCH）
- 「Bまでならさせてやるぞ」と強気だった幼馴染が限りなく『C』に近づくにつれて…！ ボクには可愛いJKの幼馴染がいるんだけど、ひとつ難点なのがヤンキーなのです。気に入らないことがあるとすぐに蹴ってきたりと、まぁ怖いんです！…（12月24日、Hunter）

- 背徳の近親交尾 第四章 (1月1日、グレイズ) 他出演:なごみ、土屋あさみ
- 寸止め わがままデート（1月1日、h.m.p）
- 「もう死んだってかまわない！」 超ラッキーの連続で巻き起こるスケベ過ぎる一日！鼻血が止まらないくらいの夢のエロハプニング続出！5（1月7日、ゴールデンタイム）
- なつめ愛莉、100発の精子飲む。 (1月8日、ワープエンタテインメント)
- パパに中出し10回されました。（1月8日、ケイ・エム・プロデュース）
- 帰宅まで我慢できない野外アクメ！ 媚薬が効きすぎてオナニーを抑えきれず何度もイキ漏らす発情JK（1月8日、ナチュラルハイ）
- MOODYZファン感謝祭 第4回バコバコ中出しキャンプ2016 無制限中出し!孕ませカーニバル!! (1月13日、MOODYZ) 共演:千乃あずみ、紺野ひかる、一条リオン、星野ひびき、香山美桜、羽月希、西条沙羅 ※Blu-ray 同時発売
- 世界で一番大きなチ○ポを持つ男のSEX（1月19日、ROOKIE）
- 「先生、コンドームなしでナマでして。私たち中出しされてる瞬間が見たいの！」女子校で先生をやっていますが、超弱気で男として見られていないので扱いは酷いです。今日も学校から近いので家に勝手に上がり込むクラスの女子生徒たち。しかも勝手に隠していたAVを見て…（1月21日、Hunter）
- AJOI 究極の完全主観 オナニーサポートDVD5 Aromatic Jerk Off Instruction（1月25日、アロマ企画）
- りくぶる NEXT GENERATION 1（1月29日、A-style）
- やわらかロリボディ なつめ愛莉のぴちぴち競泳水着ガール 3（2月5日、RISING）
- 接客中に顔を紅潮させながら感じまくるバイト娘 特別編 パチンコ店中出しSP～ホールレディ、カウンターレディ、イベントガール、コーヒーレディ～（2月6日、ナチュラルハイ）
- ビッチJK×完全無視 ヤリマンビッチ平然女学園 2 (2月6日、ROCKET) 共演:桜ちなみ、伊東紅、一条リオン
- 姉貴の友達が我が家にやって来てお泊まり会！弟の僕をからかい半分で誘惑パンチラ見せつけてくるよぉ～。女性経験のない僕のチ●コを「みんなが寝てるスキにSEXさせて・あ・げ・る◆」（2月6日、SWITCH）
- 「まだ目を開けちゃダメだよ！今、何してるか分かるかな？」 都会に住むヤリマンになってしまった親戚のお姉ちゃんが法事で数十年ぶりに田舎の我が家にやってきた！ 都会から来た刺激的かつ過激な服を着たちょっとHな親戚のお姉ちゃんに勃起せずにはいられない！！当然、童貞丸出しの僕は一発でバレてしまい童貞をからかわれて、さらに包茎を笑われてちょっとトラウマになりそうだったけどボクの初々しい童貞チ○ポを見たヤリマンの親戚お姉ちゃんは興奮しだし我慢できなくなり「目を閉じて」と言って僕が目を閉じていると…（2月6日、Hunter）
- 美人女将が心を込めたスペシャルテクニックで接待!至れり尽くせりのスペシャル温泉旅館!! (2月12日、ケイ・エム・プロデュース/BAZOOKA) 共演:上原亜衣、乙葉ななせ、水野朝陽、波多野結衣、篠田ゆう、大槻ひびき
- ヒロイン没落物語 Vol.3　ウィングピンク編（2月12日、GIGA）
- 秋葉原スク水美少女回春リフレクソロジーVol.1（2月12日、ケイ・エム・プロデュース）
- 超高級中出し専門ソープ4輪車4時間SPECIAL (2月13日、MOODYZ) 共演:上原亜衣、浜崎真緒、香山美桜
- 天使の援交 顔バレ無理だよ！JKマスクしたままフェラバイト（2月20日、STAR PARADISE）
- CF×FC FIGHT CLUB Vol.1（2月26日、CF×FC キャットファイト×フェチクラブ）
- 可憐な女子校生が催眠術によって堕ちたSEXの記録 2 (2月26日、ケイ・エム・プロデュース/宇宙企画) 共演:涼川絢音、なごみ
- 旅行先の貸切家族風呂で姉と弟が一緒に混浴。初めは照れ合う二人だが勃起したチ●コを見て興奮した姉が誘ってしまい… 2（2月26日、ケイ・エム・プロデュース）
- トロトロおま○こ発情セックス (3月1日、MOODYZ)
- 喉鳴らし肉便器 (3月4日、ワープエンタテインメント)
- 魂吹き込み憑依銃 (3月5日、ROCKET) 共演:水城りの、安堂怜
- 夢の女子社員だけの部署で僕一人！黒パンスト透けパンチラに勃起してたら6人の先輩におチ●ポたっぷり可愛いがられキン●マすっからかん！（3月5日、SWITCH）
- 淫猥調教 私はあなたの奴●です……。 なつめ愛莉（3月11日、オルガ）
- 仲良し4姉妹と親にはナイショの近親相姦生活 4時間真性中出しSPECIAL（3月13日、MOODYZ）共演:上原亜衣、尾上若葉、木南日菜
- 痴●OK娘 VOL.14 ユーザーリクエストSP（3月17日、ナチュラルハイ）
- 尽きない快楽に理性は崩壊。 (3月19日、TEPPAN)
- 女子校生スクール中出し乱交～放課後の教室で乱交した思い出 3～（3月25日、TMA）
- 女子校生の美尻ディルドオナニー 2（4月1日、虎堂）
- 時間が止まる女子便所 無意識に失禁するオンナ達（4月1日、ムーディーズ）
- 罵倒地獄 SEX下手な男がSEX中に言われた言葉（4月5日、フリーダム）
- 痴●総決起集会2016 春の陣撮り下ろし総勢11名 完全［中出し］スペシャル（4月7日、ナチュラルハイ）
- 宙に浮くほどイキ跳ねる「エビ反り薬漬け寝取り中出しエステ」（4月7日、ナチュラルハイ）
- 新任女教師 なつめ愛莉 マシンバイブ調教×催淫三角木馬×危険日中出し15連発 そのすべてで潮!潮!潮!19 (4月7日、サディスティックヴィレッジ)
- 誘惑パンチラ女子校生見せつけ挑発する小悪魔テクニシャン (4月8日、ケイ・エム・プロデュース)
- 「この娘…犯したい…」パパとママは知らない…幼さの残る私立女子校生の性行為。○○大学付属女子校編（4月8日、ケイ・エム・プロデュース）
- クラスで一番モテる女子が僕の家にまさかのお泊り！？部屋に入ってから警戒心がないのか、パンツ丸出しでスキを見せまくる彼女に勃起確定！！ 2（4月8日、ケイ・エム・プロデュース）
- 鬼フェラ地獄 女子校生スペシャル 3 (4月8日、ケイ・エム・プロデュース/REAL) 共演:彩城ゆりな
- 女子校生強制中出し 8 (4月8日、TMA) 他出演:青柳ひなた
- 2016年4月16日ファイティングガールズ16開催記念スペシャルマッチ なつめ愛莉vs生駒はるな（4月8日、バトル）
- 突然パンチラで挑発されてこっそりシゴいちゃった僕。 その10（4月13日、アロマ企画）
- 直下型＆M字パンチラ挑発 誘惑お姉さん編3（4月13日、アロマ企画）
- おしゃぶり予備校 54 (4月15日、 FS Knights Visual)
- 女子校生のささやき淫語手コキ 2（4月15日、OFFICE K’S）
- 監督がSEXしたくなった時に、「ハメ撮りの練習」と言いくるめられて、なし崩し的にチ●ポを挿入されても「監督になるための勉強だぞ？」と言われたら、涙目になってても泣き寝入りするしかない女AD（4月21日、サディスティックヴィレッジ）
- 未公開！24人の人気女優の主観淫語フェラ 4時間（4月22日、TMA）
- リアル友達同士のシロウト男女に出演交渉して『イマドキの大学生の恋愛事情』と偽り、『男女の友情はお金の力でブチ壊せるのか？』を徹底検証！！普段裸を見せ合う関係じゃない2人が挑むエロミッション！！恥じらいと欲望の狭間で揺れる2人は果たして一線を越えるのか？（4月22日、ケイ・エム・プロデュース）
- 亀頭メンテナンス 2（4月25日、アロマ企画）
- 小悪魔JK 大胆パンチラコレクション 9（4月25日、アロマ企画）
- 【すげぇうらやましい…】オジさんのカノジョ。「今日は積極的になってもいい？」二回り近く離れた年下の彼女にイチャつかれて好き放題ヤりまくるおじさんに憑依してみた結果…。【中出し主観イチャラブSEX】（4月25日、ビッグモーカル）
- ぶっかけられたザーメンをごっくん (5月1日、MOODYZ)
- グラマラスレズビアン！健康とメンタル面の向上を求めにやってきた女性客に、スタイル抜群ヨガインストラクターがキツイヨガポーズで耐える表情にS心をくすぐらせ、ヨガウェアで強調させられたエロボディに欲情し…（5月2日、OFFICE K’S）
- 脅迫されても心が折れないいつも強気な高飛車女は、弱味につけこむ男のチ●ポでさえ睨みつけながら咥える（5月6日、ドリームチケット）
- ファイティングガールズ Vol.16 2016.4.16 ザ・ファイナル【前編】（5月6日、ファイティングガールズ）
- 早朝寝ぼけて乗り込んだ先は乗車率120％の女性専用車両！無理に移動しようとしたら周りは女子校生だらけで余計に密着してしまいフル勃起！しかも、いかにも真面目優等生女子がボクを痴●扱いの厳しい目で見てきた。（5月7日、Hunter）
- 宿題をいつも写しにくる生意気なクラスメイト女子にしびれ薬を●ませて体の自由を奪い逃げられない処を面白がって何度も突きまくってやりました！2（5月7日、お夜食カンパニー）
- ヤリマン4姉妹物語～父の再婚で突然できた4人の妹は超ヤリマンで僕のデカチンが狙われている!～ （5月7日、ゴールデンタイム) 共演:涼川絢音、白咲碧、乙葉ななせ
- 借金をカラダで返済する若妻たち 濃厚接吻に身も心も奪われて… (5月12日、ヒビノ) 共演:乙葉ななせ、しほのちさ
- 生中痴●12 半外半中SP（5月12日、ナチュラルハイ）
- ナンパちゃんバイト 素人アイドル脱がせちゃいました！！ Vol.1（5月13日、ケイ・エム・プロデュース）
- 先生、学校でしようよ！ 2学期 女子校の先生になって、個性豊かな女生徒たちとHな個人授業！（5月13日、無垢）
- このJKを脅迫してビデオ作りました 示談性交FILE03 (5月13日、EROTICA)
- 『高偏差値大学に通う地味で真面目そうな眼鏡女子ほど、実は超エロいって本当？』SP 3（5月13日、S級素人）
- JK洗体リフレの面接にやってきたバイト志望の女子校生に、制服を着たまま「これはやっちゃダメだよ」とソープランド同然の研修を強要する極悪店長！（5月19日、アパッチ）
- パンチラ＆ポロリてんこ盛り！素人限定！いきなりブルブル！リモバイツイ●ターゲーム（5月19日、ATOM）
- おま○こパッカ～ン女子校生 3 (5月20日、OFFICE K'S)
- 136分間ノンストップ撮影、ノーカット編集で生中出し26連発に長時間お掃除フェラとぶっかけ18連発！！(5月20日、FS.KnightsVisual)
- JK太ももコキ 4（5月20日、OFFICE K’S）
- SUPER JUICY はま KURI 栗 ～美少女戦士拷問哀歌～ 第十六幕 (5月25日、Baby Entertainment)
- スペシャルMIXマッチ なつめ愛莉（5月27日、バトル）
- 『半ギマリ媚薬』×『寸止め焦らし』で涙のアクメ懇願！家政婦を呼んで部屋に二人っきり！エログッズや勃起チ○ポを見せつけてもエッチな気分にならない真面目な家政婦に弱めの媚薬を飲ませると、理性はしっかりと保たれたまま体だけは超敏感ボディーに！（6月7日、アパッチ）
- 義理の妹JKに「擦りつけるだけだよ」という約束で素股してもらっていたら互いに気持ち良すぎてマ○コはグッショリ！でヌルっと生挿入！「え！？入ってる？」でもどうにも止まらなくて中出し！（6月9日、アイエナジー）
- 可愛くて優等生の女子校生たちから中出しSEXをせがまれて困っている僕。2 (6月10日、ケイ・エム・プロデュース/BAZOOKA) 共演:森はるら、広瀬うみ、乙葉ななせ
- 超激似 最○も○（6月19日、ROOKIE）
- ロリ専科 性に病的な執着と依存をはじめる猟奇的な真性淫乱美少女W生姦受精 愛莉となごみ（7月1日、グレイズ）
- タップアウト -MIXED- No.03（7月1日、バトル）
- ロリっ娘集団の全力逆ナンちん狩り総会（7月1日、ズッコン/バッコン）
- 修学旅行生 中出し痴●（7月7日、アパッチ）
- 常にパン見せメンズエステ 2（7月7日、アイエナジー）
- 孕ませバック痴● 2 膣内の奥まで届く後背位中出しでイキ堕ちる女子校生（7月7日、ナチュラルハイ）
- 人妻性奴● なつめ愛莉（7月8日、オルガ）
- 嫁の連れ子が発情期で困っています。四六時中チ○ポと精子をねだってくるのでセックスで過労死寸前です。 (7月19日、ドグマ)
- ラッキースケベ 突発性ハレンチ症候群 (7月19日、ROOKIE) 共演:花咲いあん、幸田ユマ、宮下華奈
- 突然、ヤリマンすぎる7人の娘ができて40歳にして人生初！決してモテてはいないが夢のヤリまくり生活！超がつく程のヤリマン（ヤリマン女子校卒＆ヤリマン女子校在学）で普段から格好は超無防備でパンチラ＆ブラチラは当然の事、乳首＆生尻が見える事も日常茶飯事！（7月19日、Hunter）
- ウブな現役女子大生の稼げるバイト マットヘルス研修潜入盗撮！（7月20日、STAR PARADISE）
- 入院中の彼氏を浮気させて、お見舞いに来た彼女を寝取りナンパ (7月20日、STAR PARADISE) 共演:生駒はるな
- 30発の中出しザーメンをぜ〜んぶごっくん精飲メイド (7月25日、本中)
- 出張メンズエステ盗撮 人妻エステティシャンに中出ししちゃいました。チ○ポも体もしっかり癒やしてもらいます！（7月25日、ビッグモーカル）
- 幼なじみ女子校生 家出レズ (8月1日、U&K) 共演:紗藤まゆ
- オナフェラ！キミだけに語りかけ！オマ●コぴちゃぴちゃ指入れ自画撮りオナニーの後に愛情たっぷりフェラチオvol.02（8月1日、グレイズ）
- 家庭内中出し近親相姦かくれんぼ（8月6日、ROCKET）
- 出張先の旅館で後輩女子社員とまさかの69！？出張先の旅館のミスで後輩女子社員と相部屋に！夜、寝ていると窒息寸前！？あまりの息苦しさで目を覚ますと後輩の股間が僕の顔に超密着！まさかの69状態！しかも浴衣がはだけて生おっぱいが丸見え！（8月7日、ゴールデンタイム）
- ヒロイン凌辱Vol.91 ～飛影戦隊カゲレンジャー 狙われたカゲブルー～（8月12日、GIGA）
- マン土手角オナニー番外編（8月13日、アロマ企画）
- リコーダーに塗られた媚薬が効き過ぎてたて笛オナニーで潮を撒き散らす女子校生（8月18日、ROCKET）
- 中島知子監督作品第5弾-秘密-（8月18日、GIRL’S CH）
- 修学旅行で「絶対みんなと一緒に風呂には入らない！」ボクはそう言ってお風呂の時間になっても入浴断固拒否！なぜなら包茎だから…。そんなボクのことを勝手にデカチンだから入らないのでは？と勘違いした女子たちが面白がって噂して無理矢理脱がせようとしてくるのです！（8月19日、Hunter）
- 「超ヤリマン一家に捕まり強●宿泊！全員とヤルまで帰れなかった童貞デカチンのボク…！！」学校では常にエロ妄想で勃起しているだけのボク。もちろん股間は未使用。そんなボクにクラスのアイドル的存在の女子からデートのお誘いが！しかも彼女の自宅へ直行！（8月19日、Hunter）
- 2016年8月27日&28日 バトル本店店頭イベント開催記念スペシャルMIXドミネーションマッチ 2（8月19日、バトル）
- 強姦シェアハウス 知らずに入居して毎日ヤラれる性玩具人形 (8月19日、ドグマ)
- 素人娘の恥ずかしい女体観察 3（8月20日、STAR PARADISE）
- 今話題の添い寝サービス店に潜入盗撮！！本当に性的サービスはNGなのか？（8月20日、STAR PARADISE）
- かくれんぼパンチラレボリューション 身動き取れない彼女のアソコをこっそりお触り！感じちゃった彼女はその後…！？（8月25日、アロマ企画）
- 光沢サテンパンツのエロ尻とノーブラおっぱい（8月25日、アロマ企画）
- 2016年8月27日&28日　バトル本店店舗イベント開催記念スペシャルマッチ　小泉まり　vs　なつめ愛莉（8月26日、バトル）
- あなたが持つ隠れ願望実現します～レイプ犯行映像集【女優被害者5名】孕ませ中出しスペシャル～　（9月1日、グレイズ) 他出演:紺野ひかる、長谷川夏樹、涼川絢音、あおいれな ※「AV OPEN 2016」バラエティ部門 エントリー作品
- 1000人接吻 (9月1日、ワープエンタテインメント) ※「AV OPEN 2016」マニア・フェチ部門 エントリー作品
- おま●こ取扱説明書（9月1日、グレイズ）
- 童貞クン家で童貞狩り 年下女子と騎乗位で再会(ハート)すぺしゃる (9月2日、ワープエンタテインメント)
- 人生ではじめて小便を飲ませる素人娘 2（9月2日、OFFICE K’S）
- イカせ合い勝負体験!! 4（9月2日、バトル）
- 結局生挿入！生中出し！生を卒業したいヤリマン女子校に通う妹が「コンドームの付け方を教えて欲しい」と、とんでもないお願いをしてきた！「コンドームを付ける練習したいから勃起させてあげる」と言い手コキを始める妹！妹で勃起するわけないと思ったら一瞬でフル勃起！（9月7日、Hunter）
- 芸能事務所社長レイプ 姉妹凌辱の悲劇 (9月9日、ケイ・エム・プロデュース/REAL) 共演:たかせ由奈
- 有名AV女優 なつめ愛莉 ガチ自宅潜入調査 (9月9日、&RiBbon)
- Wスプラッシュ 01 (9月16日、MAD) 共演:前田のの
- M男大好き(ハート)4 男の苦しがる顔に興奮しちゃう小悪魔女子校生 (9月16日、OFFICE K'S)
- JK二人でオマ●コおっぴろげコレクション 2（9月16日、OFFICE K’S）
- 飲み姿エロ可愛い相談室 童貞クンの悩みをAV女優がお酒を飲みながら本音で相談!酔って密着してくる女優に童貞クンのチ○ポはビンビン!それを見た酔っ払い女優は…!? (11月23日、SODクリエイト) 共演:尾上若葉、宮崎あや、埴生みこ
- 人気AV女優プライベート映像流出！？撮影終了後のAV女優さんマジで口説いてお酒を●ませてさらにこっそり媚薬を仕込んでお持ち帰り！！そのままSEXまでさせてくれるのか！？【徹底検証】PART5（9月16日、ONE MORE）
- 彼氏と待ち合わせ中の素人お嬢さん限定！彼氏と電話しながらイタズラ我慢ゲームに挑戦して高額賞金ゲットしてみませんか？（9月19日、ATOM）
- 美人妻センズリ鑑賞会（9月20日、STAR PARADISE）
- ラブアイブ！サンシャイン！！（9月23日、TMA）
- 兄は私のオナペット ♯6.あいりちゃん（9月30日、JUMP）
- 娘のうぶな同級生たちと父親1人で初めての王様ゲーム！学校帰りで我が家に集まった娘の同級生たち。どこから聞いてきたのかみんなで王様ゲームをしている！ さすがに命令はカワイイものだったのだが、大人の私に本格的な王様ゲームを教わりたいと言うので…（10月7日、Hunter）
- 膝上25cmのタイトミニ、気持ちよすぎる腿コキ 8（10月13日、アロマ企画）
- 挑発するチア娘。（10月13日、アロマ企画）他出演:あず希、伊藤果夏、しほのちさ、さくらみゆき、早川瑞希
- 犯●れる娘の隣で固定媚薬バイブにイキ狂う母親は娘を犯したばかりのチ○ポにむさぼりつく！！（10月19日、アパッチ）
- 若妻親友レズビアン 女同士だけど接吻して、友達だけどヤッちゃって… (10月20日、ヒビノ) 共演:森保さな
- JK￥撮り！集団パコりたん？みんなヤっちゃう！？公開HじゃんけんSP（10月20日、STAR PARADISE）
- OLトイレこじ開けレ●プ（10月28日、青空ソフト）
- YOUはナニしにTOKYOへ？ 2（10月28日、デジスタ）
- ニオイを感じる 足裏 3（11月5日、フリーダム）
- かわいい女子校生に性奴●として飼われているボク（11月7日、お夜食カンパニー）
- 飲み姿エロ可愛い相談室 童貞クンの悩みをAV女優がお酒を飲みながら本音で相談！酔って密着してくる女優に童貞クンのチ○ポはビンビン！それを見た酔っ払い女優は…！？（11月10日、SODクリエイト）
- 媚薬『絶倫痴女化』中出し痴●（11月19日、アパッチ）
- 下校中に野ションする女子校生 3（11月23日、アキノリ）
- 性洗脳調教（12月1日、ラハイナ東海）
- 1000人接吻 完全版 (12月2日、ワープエンタテインメント)
- 無愛想な家出少女が固定バイブでアヘ顏全開ド淫乱少女に！笑顔もないし当然会話も無いが、ただただ行く場所が無いので何でも言う事を聞くしかない家出少女は固定バイブで長時間感じまくり！ しかも、会話もろくにしないくせにゴムを取って生で激しく突いたら…（12月7日、お夜食カンパニー）
- 給料日まであと三日…昨日パチンコで勝った10万円で、残業中に高い出前でも取っちゃおうかな～とメニューを見ながらワクワクしていると何やら視線が…いつもは話しすらしない超カワイイ同僚が「ちょっと出費がかさんだから昨日から何も食べてなくて…お金貸してくれない?」とお願いしてきた。「マッサージしてくれたら御馳走するよ!」と気前よくキメたものの、可愛い同僚からのマッサージとソソる吐息、しかもパンチラ…僕のチ○ポはビンビンに!「よかったら、もうちょっとお金あるけど…」とエッチなお願いをしてみたらノリノリでキンタマも財布もスッカラカンにされちゃいました! (12月8日、SOSORU×GARCON) 他出演:森保さな、真田美樹
- 胸糞注意 パシリな僕に予備校で超可愛いJKの彼女が出来たのですが先日それを隣町のDQN鰐口先輩に見つかってしまって今度オメーの彼女連れてこいやと言われて仕方なくDQNの溜まり場に大事な彼女を連れていった時の話です (12月13日、JET映像)
- 連続ごっくん痴●（12月19日、アパッチ）
- 実録人間調教ドキュメント（12月19日、アタッカーズ）
- 黒パンストJKのムレムレ下半身に溜め込んだザーメン激射！！（12月25日、シャーク）

- レズビアンがいる有名女子校の女子寮 バイノーラル録音で臨場感たっぷりのレズビアンの日常とプレイをお届け (1月7日、ビビアン) 共演:森はるら、なごみ、七菜原ココ
- 図書館でちょっとエッチなお宝本発見！ある日、そのお宝本を真面目そうな女子校生が黙々と読んでいた！早く戻さないかなとイライラしながら見ていると、女子はモジモジとし始めてパンツを濡らし興奮状態。その光景から目をそらすことができず見つめていると本棚越しに…（1月7日、Hunter）
- 正月戦士シシマイン ～正月を守るヒロインの物語～（1月13日、GIGA）
- 女子校生孕ませレイプ中出し20連発 (1月13日、ケイ・エム・プロデュース)
- ポロリ確定！マンチラ必至！すべり落ちたら即アウト！溶ける水着でぬるぬるっ！ローションダンプカークイズ！（1月19日、ATOM）
- 朝ゴミ出しする近所のノーブラ奥さんとやっちゃった俺 8 (1月19日、アキノリ) 他出演:涼海みさ、香乃まどか
- 痴●発情娘 満員電車で1日に何度も何度も痴●されても何もできない何も言えない気弱な女子校生は、ただただ時間が過ぎるのをじっと待っていたら、あんなに嫌だった痴●だったのにアソコが濡れる程に感じてしまい…（1月19日、お夜食カンパニー）
- 超名門セックス部合宿まるごと全員に種くばり (2月1日、ZUKKON/BAKKON) 共演:あおいれな、神波多一花、川村まや、西尾れむ、香山亜衣、矢澤美々、神納花、成海さやか、咲坂花恋
- 痴●された気弱な女を助けたばかりに電車内で輪●されたゴムまみれ女子校生（2月2日、ナチュラルハイ）
- 家政婦呼んだらまさかのスク水ニーハイ姿のデカ尻娘が!ハミ出る尻肉!足に張りつくニーハイに興奮した僕は我慢できず即ハメ生挿入!膣奥に響く激ピストンで何度もイキまくり!気持ち良過ぎて何度も中出し懇願! (2月10日、V&R PRODUCE) 他出演:あず希、涼海みさ、佳苗るか
- 痴女クイーン なつめ愛莉&神納花 の男女格闘体験1（2月10日、バトル）
- セクシー女優の赤裸々女子会 プライベートからセクシー業界まで、彼女達のありのままの思いを全て話しますSpecial! (2月16日、アキノリ) 共演:大槻ひびき、早川瑞希
- 絶倫少年連続発射幼馴染痴●～童貞を馬鹿にされた絶倫男子が何度も連続中出し！何度も連続顔射で幼馴染を犯しまくる！～（2月19日、アパッチ）
- 媚薬『絶倫化』AVモニタリング中出し痴● 女性用AVのモニターで媚薬を飲まされたウブ娘は火照るカラダを理性で抑えながらも目の前の卑猥な映像に我慢が効かずに無念の発情！何度イカされてもチ●ポじゃないと満足できず何本ものチ●ポに自らしゃぶりつきながら…（2月19日、アパッチ）
- 何でも言うことを聞いてくれる少女が待つ家（2月19日、お夜食カンパニー）
- 黒パンストOL限定！！黒ストッキングぬるぬる！ローション相撲（2月19日、ATOM）
- FGインターナショナル01 Women’s Pro-Wrestling なつめ愛莉vs香山亜衣（2月24日、バトル）
- バトル同門決戦シリーズ 女子ボクシング4（3月17日、バトル）
- パンチラ＆マンチラ盛りだくさん！素人限定！ミニスカくすぐり我慢リンボーダンス！（3月19日、ATOM）
- この性欲の片隅で【記録動画】帰宅 犯●れ、連れ去られた日 平成2●年4月7日（4月1日、グレイズ）
- 「リアルな勃起チ○ポを描く為に必要なの！」ボクの姉はエロ漫画家。しかし、男の体を知らないようでいつも男の体はアシスタント任せ。しかし、そのアシスタントも処女しかいないので、姉の仕事場のマンションに呼び出されてはボクの体は参考資料に！（4月7日、Hunter）
- 連続ハメ潮痴●（4月7日、アパッチ）
- BWPタイトルマッチ Vol.02 ファイティングガールズ王座戦 YUEvsなつめ愛莉（4月7日、バトル）
- 2017年4月8日 BWP02興行開催記念特別DVD（4月10日、アキバブロードバンドビジョン）
- 絶望エロス もし雨の日に子ども服で中年男を誘惑したら（4月13日、絶望エロス/妄想族）
- ミニスカートを履いたパンチラ女子校生に媚薬を飲ませると自らニーハイソックスを擦りつけながら淫らにパンツを湿らせ、カニバサミで中出しを求めた！ 2（4月14日、V＆R PRODUCE）
- 発育し過ぎたデカ尻を気にする妹が優しい兄に悩みを相談！目の前にある豊満尻に我慢できずまさかの近親相姦生挿入！大きな尻を波打たせながら親にはナイショで何度も中出し！（4月14日、V＆R PRODUCE）
- 図書館の本棚にエロ本を置き、それを手に取った女子校生の反応を見て楽しんでいたら…なんと過敏に反応し、その場でモジモジ！？さらにボクと目が合うなり息荒く近付いてきて体を擦りつけてきた！そんな声が出せない状況にソソラれて図書館でまさかの合意痴●プレイ！？（5月3日、SOSORU×GARCON）
- 病院内追いかけ回し中出し痴● ナースをどこまでも追いかけ回して何度も何度も中出ししまくる！（5月7日、アパッチ）
- 死んでも見たくなかった！結婚間近な彼女のバイト仲間とのBBQ映像2（5月7日、お夜食カンパニー）
- 極フェラごっくん天国（5月12日、ケイ・エム・プロデュース）
- 「私…お兄ちゃんの子供妊娠する！」妹が突然訪ねた大好きな兄の家にはまさかの婚約者が…。絶対に取られまいと馬乗り生挿入！ガッチリホールドで強●的に何度も何度も膣内射精させられる！ 2（5月12日、V＆R PRODUCE）
- SODファン大感謝祭×真正中出し 射精無制限ぜつりんバスツアー（※素人男性18名参加）（5月18日、SODクリエイト）
- BWP バトルワールドプロレスリング02 2017.04.08 団体対抗戦（5月19日、バトル）
- JK小便淫語責め 2 なつめ愛莉（5月19日、OFFICE K’S）
- 完全ノーカット撮影 JK本気で何度も絶頂するディルドオナニー（5月19日、OFFICE K’S）
- 突然のゲリラ豪雨で雨宿りに入ったネットカフェでペアシートしか空きが無く、狭い個室に会社の部下と二人きり！ずぶ濡れで下着が透けまくる部下の姿がイヤらし過ぎて堪らず犯して強引にチ○ポを挿入！感じるまで腰を振り続け中出しまでしてしまいました。（5月19日、アパッチ）
- 魔法皇女アイ なつめ愛莉（5月26日、GIGA）
- SODファン大感謝祭 まだまだ終わらないぜつりんバスツアー 脱落した素人が人妻軍団に強制イカせ奉仕＆本編出演超豪華女優の完全主観フェラ！(※素人男性18名参加)（6月1日、SODクリエイト）
- BWP vs FGI 女子ボクシング大戦02 YUE vs なつめ愛莉（6月16日、バトル）
- JKお漏らし顔騎 3（6月16日、OFFICE K’S）
- 健全ヌキ無しエステ店のお姉さんが客のガン反りチ○ポに発情して待機部屋で店長とこっそりハメていた!!（6月19日、ヤリマン伝説）
- 小悪魔挑発GAL～ダブルキャストVer～（7月1日、MARRION）
- 美少女が美脚で御奉仕するノーハンド回春エステ（7月1日、ムーディーズ）
- 校則が厳しい超お嬢様女子校は見た目は清楚だけど実はヤリマンだらけ！！非常勤講師として行った先がお嬢様女子校！黒髪の乙女の花園と思いきや、清楚な見た目とは反して女子たちはみんなヤリマン！小中高と女子校育ちの反動でセックス大好き女子に！だから…（7月7日、Hunter）
- ヘンリー塚本原作 近親相姦 娘に手を出す親父たち（7月13日、FAプロ）
- 名物「特盛り潮茶漬け」 下町母子の弁当屋 涙の人情ものがたり 後継ぎ編 (7月14日、ケイ・エム・プロデュース) 共演:KAORI、天野美優
- 拘束イラマ固定媚薬バイブ痴●（7月19日、アパッチ）
- パンチラ＆ブラチラ連発！女子校生限定！目指せ賞金100万円！カラダを激しく揺らしまくれ！！フリフリ！！おマンポゲーム（7月19日、ATOM）
- フライト終わりの現役CAと中出し集団乱交パーティー 射精無制限！42発真正中出し（※素人男性19名参加）（7月20日、SODクリエイト）
- なつめ愛莉の競泳水着（7月21日、A-style）
- なつめ愛莉のスクール水着（7月21日、A-style）
- なつめ愛莉のレオタード（7月21日、A-style）
- 童貞を殺す服の似合う美少女と中出し性交（7月28日、TMA）
- シロウトTV×PRESTIGE 女子大生セレクション 01（8月11日、シロウトTV）
- 部活帰りの女子校生に生中出し（8月11日、ケイ・エム・プロデュース）
- 真エクストリームドミネーションMIX 3（8月18日、バトル）
- 宙に浮くほどのエンドレスハードピストンハメ潮中出し痴漢（8月19日、アパッチ）
- 童貞クン御一行が撮影現場に突撃！楽屋で休憩中の女優さん達に筆下ろしをお願いしたら、女神のような優しさで挿入⇒初搾りザーメンを全部ごっくんしてくれました！（※ガチ童貞4名参加）（8月24日、SODクリエイト）
- 普段の顔とチ○ポ咥えた表情を【2画面】並べて楽しむ見比べフェラチオ OL編（8月24日、SODクリエイト）
- FGタイトルマッチ なつめ愛莉vs春川せせら（8月25日、バトル）
- アイドルになるのを夢見て上京してきた女子校生・あいり 素直で無知な美少女を手懐けてチ●コ好きの好色娘へと変貌させていく！！（8月25日、JUMP）
- 2017年BATTLE生誕祭イベント記念特別DVD2（9月1日、アキバブロードバンドビジョン）
- 小便妖怪 (9月1日、OFFICE K'S) ※「AV OPEN 2017」マニア部門 エントリー作品
- オトナの文化祭 ぷり艶JKパンチラ縁日（9月1日、アロマ企画）
- 痴●潮吹き宣言「マ○コに入れたローターを落としたら何度もイカセるぞ」と突然言われパニックになる敏感女子校生（9月7日、ナチュラルハイ）
- 発達途中の優しい妹に欲情した童貞の兄が両親の目を盗んで自らカメラ片手にSEX懇願! 禁断の近親相姦SEXを撮影される恥ずかしさとは裏腹に相性良過ぎて自ら腰を振りながらカメラ目線でイキまくる! 2（9月8日、V&R PRODUCE）他出演：浅田結梨、皆野あい、篠崎みお
- AV女優 自画撮りオナニーコレクション（9月8日、V＆R PRODUCE）
- マジックミラー号 旦那に不満を持つ『あなそれ妻』が若いイケメンに寝取られエビ反り痙攣イキ（9月21日、ROCKET）
- 長いエロ舌がチ●ポにねっとり絡みつく…フェラチオ（9月22日、OFFICE K’S）他出演：北村玲奈、夏希みなみ、野々宮みさと、桜庭うれあ、神納花
- いつでもどこでも時間停止してコスプレイヤーを犯しまくる撮影会（10月1日、MOODYZ）共演：あべみかこ、篠宮ゆり、三原ほのか、あやね遥菜
- トリプル痴女 下半身ハーレム3点責め（10月6日、OFFICE K’S）共演：羽月希、神納花／他出演：神波多一花、咲坂花恋、笹倉杏、かなで自由、一色さゆり、月野ゆりあ、あおいれな、斉藤みゆ、春乃さくら
- 即挿入！チ●ポ挿れっぱなし中出し駐輪場痴●～駐輪場にやってきた女子校生にチ●ポ即挿入！絶対抜かない！チ●ポ挿れっぱなし痴●で身も心もトロけるほど感じさせ中出ししまくれ！～（10月7日、アパッチ）
- 私立パコパコ女子大学 女子大生とトラックテントで即ハメ旅 01（10月13日、プレステージ）
- ゲリラ豪雨の直後にまさかのレイプ○○○（10月19日、ROCKET）他出演：羽月希、早川瑞希
- 仲良くシェアするツインフェラチオ ～妹だから出来る息ぴったりのコンビ技! ハーレム過剰奉仕で快感飽和～（10月20日、SEX Agent/妄想族）他出演：春原未来、羽月希、あべみかこ、栄川乃亜、矢澤美々、森苺莉、南梨央奈、あやね遥菜、雫みあ
- 【チ○ポ堕ち浮気】 清楚な顔して積極的な不倫妻が恋人気分でおじさんとイチャパコ中出し! 4時間9人（10月25日、ビッグモーカル）他出演：乙葉ななせ、初美沙希、川上ゆう、浜崎真緒、雪菜希、大槻ひびき、木ノ花あみる、佳苗るか
- オナクラ盗撮 「脱ぎNG」「本番NG」のオナクラ店で密室本番交渉!!（10月27日、プレステージ）他出演：森はるら、明海こう、新垣智江
- 濡れてテカってピッタリ密着 神スク水（11月2日、親父の個撮）
- 生脚より卑猥! 都立アミタイツ学園（11月2日、AKNR）共演：桜木優希音、あずみひな、夢野あやめ、あやね遥菜、明海こう、はるのるみ
- みりおん学園祭緊急開催!!～きずぽん危うし、阿部乃派の野望編～（11月10日、ケイ・エム・プロデュース）共演：阿部乃みく、浜崎真緒、佳苗るか
- AV女優 裸コレクション 第六弾（11月10日、V&R PRODUCE）他出演：推川ゆうり、麻里梨夏、河北はるな、笹倉杏、西尾れむ、小川桃果 他
- 薬無しでも媚薬がキマっているみたいに30回以上もイキまくる超敏感女子と超絶SEX漬け！（11月19日、お夜食カンパニー）
- YOUはナニしに東京へ？ 8（11月24日、S級素人）
- 挨拶はディープキスが当たり前! 日本国民ベロチュウ記念日 2（12月7日、AKNR）他出演：白桃心奈、大槻ひびき、はるのるみ、明海こう、あずみひな、あやね遥菜、桜木優希音、夢野あやめ
- 新宿で見つけた大学サークル仲間の男女が2人っきりでAV鑑賞（12月7日、アイエナジー）
- 終電を逃したホロ酔い女子大生2人組の優しさにつけ込んで、気弱な童貞のフリして絶倫デカチン挿入激ピストン！！何度イっても止めずにガン突きされて友達同士で生まれて初めての逆3P体験！（12月7日、SODクリエイト）
- キターー!!! テンションギガ盛りMAX!!!! パリピギャルばかりのあわあわギャルソープ（12月8日、ケイ・エム・プロデュース）共演：AIKA、桜井叶乃、一ノ瀬恋
- 「いつまでケンカしてんの!!」 実は近親相姦愛を育んでいた兄妹が喧嘩を装い親に隠れて喘ぎ声を押し殺しながら危険な中出し交尾 2（12月8日、V&R PRODUCE）他出演：浅田結梨、南梨央奈、さとう愛理
- コタツの中はガード激甘？パンチラ天国だった！寒くなってきたある日、妹が友達を我が家に連れて来た。みんなでコタツに集まり宿題をしているのだが、ふと中を覗くボク。そこは、妹の友達たちのパンチラが間近で見放題！寝たふりをしながらパンチラに興奮していると…（12月19日、Hunter）
- 彼氏と電話している彼女をNTR 声を押し殺して何事もないように装う女に大興奮! まさか自分の彼女が電話の向こうで男のチンチンをシゴいているとは… 2（12月21日、AKNR）他出演：明海こう、二宮和香
- 泥●時はノリノリSEXだったのに翌日の朝は恥ずかしがりやの女の子に変貌！？ギャップが可愛すぎ！！（12月22日、ケイ・エム・プロデュース）
- FGタイトルマッチ なつめ愛莉vs神納花（12月22日、バトル）
- プロレズリング Special Vol.6（12月29日、バトル）

- 働くサラリーマン応援企画! ソープランドワゴンがイクッ!!（1月11日、アイエナジー）他出演：七菜原ココ、黒瀬萌衣、清本玲奈、紗藤まゆ
- AV女優 ディルドオナニーコレクション（1月12日、V&R PRODUCE）他出演：波多野結衣、あおいれな、神ユキ、北川エリカ、水野朝陽、尾上若葉、篠田ゆう、二宮和香 他
- ソソる友達の妹と家飲み会でこっそり肉体関係に！男友達で集まった家飲み会に友達の妹が「私にも飲ませて」と強引に乱入。泥●した友達の妹はスケベな目線で俺を見つめて密着、みんなにばれないように身体をすりつけ、パンツの中の勃起した僕のチ○コをモミモミ！（1月25日、SOSORU×GARCON）
- ち○ぽ洗い屋のお仕事17（1月25日、SODクリエイト）
- 素人ナンパ ラップ1枚隔てて友達以上恋人未満の男女に素股してもらったらこんなにヤラしい事になりました！（1月25日、アイエナジー）
- 盗撮モニタリング 「頼むからヤラせてくれ！！」個人撮影会に来たファンが熱い想いを抑えきれず出禁覚悟で本番強要（1月25日、JUMP EMERALD）
- 完全ノーカット撮影 挿入音丸聞こえ！バイノーラルディルドオナニー（2月2日、OFFICE K’S）
- 娘が息子を逆レイプしているところを目撃した欲求不満ママが交ざってきちゃって、近親レズ中出し親子丼SEX!（2月2日、OFFICE K’S）共演：二階堂ゆり、明海こう／他出演：高城彩、あずみひな
- 挑発的誘惑パンチラリズム（2月2日、OFFICE K’S）他出演：桜ちなみ、伊吹まどか、二階堂ゆり、明海こう、高城彩
- 母娘味くらべ中出し電車痴漢（2月7日、アパッチ）
- デリヘルで呼んだ娘が、敏感すぎて潮吹いて僕の部屋をビショビショにするので怒ったらヤラせてくれたけど、感じまくりまさかの連続イキ！更にハメ潮吹きまくって困った！2（2月8日、アイエナジー）
- バレたらヤバイ状況で密着しながら挑発してくる女たち 4（2月16日、OFFICE K’S）他出演：伊吹まどか、二階堂ゆり、あずみひな、高城彩、明海こう
- 超高画質! じっくりと接写した敏感勃起乳首いじり（2月16日、OFFICE K’S）他出演：伊吹まどか、桜ちなみ、二階堂ゆり、高城彩、明海こう
- 素人娘 初めての腰ふりディルドオナニー 3（2月16日、OFFICE K’S）
- はだけた胸元＆チラチラ太ももがウリの浴衣メンズエステに潜入盗撮（2月20日、STAR PARADISE）他出演：生駒はるな、月本愛、二階堂ゆり、神山なな
- テッパンフェラ顔、絶対的シーン5連発（3月9日、ケイ・エム・プロデュース/REAL）
- 可愛いペットが全員カワイイ女の子に! 全員に中出ししちゃう! 夢のペットとハーレムSEX三昧ライフ（3月9日、ケイ・エム・プロデュース/BAZOOKA）共演：高杉麻里、桜井叶乃、海空花
- AV女優 なつめ愛莉 VS 究極のリアルドール いったいどちらが気持ちいいのか!?（3月19日、ドグマ）
- 素人男女観察！モニタリングAVカップルの絆を徹底検証！！超ラブラブなカップル限定！マジックミラーの向こうには愛する彼女！そんな彼女が知らない男とマジックミラーの向こう側で王様ゲーム！果たしてその場の雰囲気で流されてエッチしてしまうのか？そして最後まで彼氏はそんなスケベな彼女を見ていられるのか！？（3月19日、お夜食カンパニー）
- ザーメンタンク残量ゼロ…。フェラの達人!! 亀頭にベロチュウだいしゅき女子。優しい舌技から凄烈クチマ○コしごきまで。最高に気持ちいいフェラチオから愛らしい女子めがけて精子をブチまける快感が終わらない 4時間41人（3月25日、ビッグモーカル）他出演：阿部乃みく、上原亜衣、湊莉久、乙葉ななせ、紗藤まゆ 他
- 女子体育大学に通う運動部JDは性欲の鍛え方も並じゃない！！性欲モンスターJDの体育会系SEX！！（3月23日、ケイ・エム・プロデュース）
- 無邪気な少女のエッチなお遊戯 溜まってるもの全部出して 2（3月25日、JUMP EMERALD/妄想族）他出演：紺野ひかる、浅田結梨、北川ゆず、咲坂花恋、山川ゆな、河音くるみ、松下ひかり、篠宮ゆり、涼宮琴音
- 密室で乳首をいじられ失禁イキしながら発情する女子○生2 ～エレベーター、ゴミ捨て場、公衆トイレ、試着室～（4月26日、ナチュラルハイ）他出演：高杉麻里、ひなた澪
- えっちな女子○生の淫語かたりかけぐちゅぐちゅ連続絶頂スク水オナニー（4月26日、アイエナジー）
- 焦らし寸止め委員会の淫らな放課後 ～大量発射SP～（4月27日、ケイ・エム・プロデュース/BAZOOKA）他出演：なつめ愛莉、斉藤みゆ、もえ
- スペシャル2Days開催記念 チャレンジマッチ なつめ愛莉vs春日乃亜（5月4日、バトル）
- ヒロイン徹底凌辱 03 ～闇に消えたミスティーブルー～（5月25日、GIGA）
- 義父と連れ子 血のつながりよりも強い愛情で結ばれているキ○ガイ親子（5月25日、JUMP）
- 「ダメ…声出ちゃうって！」声を出しちゃいけない状況でカワイイあの子の股間を陰湿イタズラ責め！スリルとドキドキ感でマ○コが爆濡れ！アヘ声を我慢しながら連続真性中出しSEX！！2（6月1日、DOC）
- ナチュラルハイ初夏スペシャル 敏感（恥）美乳痴● 撮り下ろし総勢10名 2枚組 豪華版（6月7日、ナチュラルハイ）
- マジックミラー号で口説けなく下車したガードが固い素人娘が超強力媚薬で身体をくねらせ豹変イキ しまいにはキスだけで失禁アクメ！（6月21日、SODクリエイト）
- オシッコ我慢中に無理やり巨根をねじ込まれ激ピス！快感に耐えきれず絶頂お漏らしする足腰ガクブル女子○生3（6月21日、ナチュラルハイ）
- 唾液と舌で全身たっぷり愛撫 ナメクジ女子○生（6月22日、OFFICE K’S）共演：川崎亜里沙／他出演：月野ゆりあ、橘かれん、佐野あい、岬まい
- 淫語女子●生とM男 2（6月22日、OFFICE K’S）
- 女流力士 アキバコム場所4（6月29日、アキバコム制作部）
- 制服美少女の電車パンチラ ミニスカむっちり美脚の奥に覗く純潔パンティを画面いっぱいでじっくり抜きたい貴方へ（7月6日、OFFICE K’S）他出演：初音ろな、里見まゆ、NIMO、青羽ゆう、高杉麻里、川瀬なな、桜ちなみ、近藤ユキ、白鳥すず
- 悪質シロウトナンパ 6 お願い！素股してくれませんか？カチカチ生チ●ポが直接アソコに擦れて思わず濡れちゃう女の子 ぬるぬるワレメにツルっと生挿入！（7月10日、ブリット）
- 体操部に入部したら部員がなんと僕1人!! なのに何故かマネージャーは4人いて僕の世話を何からナニまでしてくれる（7月13日、ケイ・エム・プロデュース/BAZOOKA）共演：あかね葵、あおいれな、雛菊つばさ
- えっちな女子○生の淫語かたりかけぐちゅぐちゅ連続絶頂ブルマオナニー2（7月26日、アイエナジー）
- 極上ボディで何度も射精させちゃう超淫乱高級デリヘル嬢 2（8月10日、ケイ・エム・プロデュース/BAZOOKA）他出演：あかね葵、一ノ瀬梓、桐谷なお
- むちむちデカ尻 神ブルマ（8月23日、親父の個撮）
- BWP3 開催記念スペシャルマッチ なつめ愛莉vs一ノ瀬恋（8月31日、バトル）
- 女子プロボクサーのトレーナー03 なつめ愛莉 編（8月31日、バトル）
- ニーハイ天国! 見舞いに来た同級生5人のたなぼたパンチラ（9月6日、アイエナジー）共演：宮村ななこ、藤川菜緒、持田栞里、明海こう
- 待合室でソソる看護師の立て膝パンチラ！白パンストの下にハッキリ見えるスケスケ黒パンツにドキドキ…見せつけるように開脚するナースと目が合ってしまい思わず勃起！バツが悪いのでその場を離れると…後ろから勃起チ○ポを掴まれ即尺！（9月6日、SOSORU×GARCON）
- セーラーアーレス ～禁断のセックスショー～（9月14日、GIGA）
- 姉と彼氏が2段ベッドでSEXしている姿を見てしまい、心に眠っていた性欲が開花。興奮が収まらず発情の末妹がとった行動が…。（9月14日、ケイ・エム・プロデュース）
- ヤリマンすぎる義妹と義母の終わりのない強●絶倫ループ！父が再婚して出来た新しい義母と義妹。家に女性がいるなんて慣れないし、なんだか薄着で興奮の日々！しかし義妹は実は超ヤリマンだった！興奮して勃起チ○ポを見つかってしまったら最後「ちょっと部屋行こ」なんて…（10月19日、Hunter）
- 私立バキュームフェラ学園（11月1日、MOODYZ）共演：栄川乃亜、森はるら、宮崎あや、星咲伶美、七海ゆあ
- 『お兄ちゃんのチンチンって大きかったんだ…』いつも風呂あがりはフルチンの兄のチ●ポを見慣れている妹は兄のデカチンが標準サイズ…妹6人SP！！（11月19日、ゴールデンタイム）
- 超敏感体質! イクイク早漏女子（11月24日、シャーク）
- 発情期の小悪魔女子校生に犯されまくりたい!（12月19日、ドグマ）他出演：なごみ、裕木まゆ、きみと歩実

- 自画撮り 語り掛けマン汁ダラダラ 激ピストン杭打ちディルドオナニー（1月15日、プリモ）
- 一泊二日じっくり蒸れて匂い立つ 神パンスト（1月24日、親父の個撮）
- プライベートいちゃラブSEX（2月1日、プラネットプラス）
- 激カワ女子大生限定シェアハウスの管理人になったボク 管理人の僕は問題児だらけの女子大生に事あるごとに呼び出されて家事の手伝いから性欲の処理までやらされることに…トホホ（2月22日、ケイ・エム・プロデュース）共演：一条みお、紺野ひかる、山本麻衣
- 「出勤前に一稼ぎしませんか？！」お店に向かう途中にGETした出勤前キャバ嬢と中出し同伴SEX（3月8日、S級素人）
- お下品な淫語と、ものすごい小便でボクをもてあそぶ淫乱痴女の性癖（5月1日、OFFICE K’S）他出演：浜崎真緒、江上しほ、明海こう、涼宮琴音、桜ちなみ、神波多一花、朝倉ことみ、あやね遥菜、宮沢ゆかり
- 濡れてテカってピッタリ密着 神競泳水着（5月9日、親父の個撮）
- 【ぐうかわ娘】即効でバリカタチ●ポにさせてくれるエロボディー！おち●ぽだいしゅき薬を飲ませ脳みそバグってゴム無しOKのサセ神様になりましたw（11月19日、チキチキカマー/妄想族）
- めいっこ 思春期の少女の一途すぎる純情な愛情 あいりちゃん（11月23日、JUMP）

- 性欲が凄すぎてどうにもならないロリ奥さんがザーメン満タンチ●ポしゃぶりに来ました なつめ愛莉（1月25日、シャーク）
- 美乳美マンの小悪魔系ぱっつんボブのロリビッチ少女が膣肉トロトロにして変態オヤジと本気汁溢れ出しファック！（4月20日、オイスター海運）
- 神メガネOL なつめ愛莉 眼鏡OLスーツの美脚を包んだ生ナマしいパンストを完全着衣でムレた足裏からつま先を味わい尽くす！（6月11日、親父の個撮）
- 生活費を稼ぐためにアルバイトに精を出す美少女を口説いて生ハメ本番 【現役JD】レンタル彼女 あいりちゃん なつめ愛莉（10月24日、JUMP）
- 自画撮り 愛液ぴちゃぴちゃ全開マン擦りイキ狂いオナニー（11月15日、プリモ）
- リンガム［睾丸］性感マッサージ スロ～逆手コキで優しく抜いてくれる回春エステ（12月1日、ムーディーズ）
- チ○ポ狂い 激イキ暴走ピストン杭打ちディルドオナニー（12月15日、プリモ）

### アダルトビデオ -配信-

#### 「咲田ありな」名義
- 素人個人撮影、投稿。377（6月1日、MGS動画[10]）※「りえ」名義

##### S-Cute[11]
- 照れまくりのイチャ²H（7月26日）
- 私のオナり方（8月14日）
- 照れる娘に羞恥エッチ（9月2日）
- 人懐っこい子猫フェラ（9月30日）
- 恋するキモチ「記念日」（11月1日）

#### 「なつめ愛莉」名義
- あいり（2015年2月10日、G-AREA）
- あいり（8月14日、俺の素人）
- 素人個人撮影、投稿。666（2015年8月15日、シロウトTV）※「あい」名義
- あいり（9月29日、素人のぞき窓）
- 【スマホ推奨】縦動画プロジェクト006（10月1日、縦動画プロジェクト）
- あいり（12月4日、俺の素人）

- ジョギングナンパ 10（4月15日、ナンパTV）
- 超リッチな家で育った自他共に認める高学歴のボンボン美人女子大生！エリートが集う青○コミュニティ主催のコンパに連日連夜参加し、ゆきずった数は3桁以上？！浮かれた学園性活を満喫し過ぎる上っ面真面目な彼女の本性は、テントの中でガクガク痙攣しながら大量の潮を撒き散らしてイキ狂う真性ドMの本物淫乱娘！！の巻。：私立パコパコ女子大学 女子大生とトラックテントで即ハメ旅 Report.005（7月15日、プレステージ）
- アイドルルックス女子の長舌絡み合い濃密レズ接吻（9月4日、feti072.com）共演：日比乃さとみ
- 腋舐めレズエステ（9月11日、feti072.com）共演：日比乃さとみ
- 乳首舐めレズ（9月18日、feti072.com）共演：日比乃さとみ
- 唾液口臭嗅がせ愛・鼻舐め匂いフェチレズ～女口臭唾液フェチサークル編（9月27日、feti072.com）共演：日比乃さとみ
- パンストレッグフェティッシュレズビアン（10月13日、feti072.com）共演：日比乃さとみ
- 舐め愛クンニレズビアン（11月1日、feti072.com）共演：日比乃さとみ
- 腋観察・セルフ腋チェック腋舐め（11月5日、feti072.com）
- 愛し合うスケベ女教師の顔面舐め合いレズ（11月17日、feti072.com）共演：日比乃さとみ
- なつめ愛莉ちゃんの舌・口内自撮り（11月25日、feti072.com）
- あいり 性感媚薬マッサージ（12月15日、親父の個撮）
- 乳首オナニー（12月25日、feti072.com）

- パンストフェティッシュ挑発淫語オナニー（1月6日、feti072.com）
- 神カワ制服美少女のなつめちゃんはNOとは言えない流され娘！騎乗位素股からのうっかり挿入で声を押し殺して悶絶&静かに絶頂！「イッちゃった？」「ヒミツです…」：制服コスプレリフレ盗撮 01（7月8日、マジック）
- 【ハロウィンナンパ×さきちゃん編】占い師系コスのさきちゃんをGET！大量潮吹き&鬼イキ連発の即マン交尾がエロ過ぎる…！（12月8日、黒船）

- 【パパ活潜入・れなちゃん編】パパ活斡旋所の闇に潜入！パパ側視点の口説き方―ショップ店員の美乳ギャルとお金の力でハメ撮り性交！騎乗位で腰振りしまくる淫乱娘がエロい・・・！（1月1日、黒船）
- あいり（1月19日、STREET ANGELS）
- 媚薬オイルマッサージ痴●盗撮＆中出し素人娘VOL.7超強力媚薬を配合したマッサージオイルを施術中に知らずに塗りこまれたオンナは、身体の火照りに驚き、チ○ポを欲しがる自分に戸惑い、垂れ出したマン汁に恥ずかしがりながらも生ハメ中出しまで欲してしまう！（4月11日、西新宿マッサージ本舗）
- 激レア出勤祭り 生中出し女子○生制服リフレ 癒しのマッサージからの…（12月26日、西新宿マッサージ本舗）

- AV監督はオイシイお仕事♪ 撮影前の面接全裸チェックの実態 チェックの名のもとクンニできるし、フェラさせれるし、生ハメ中出しまでやりたい放題！！ 人気女優10人のAV面接風景VOL.2（3月12日、西新宿マッサージ本舗）
- あいり（6月19日、港区女子）

### アダルトビデオ -VR-
- 美少女JK達のセンズリ強要いじめ（1月27日、CASANOVA）
- 学校一のマドンナJKに握られたチ○ポ主導権（1月27日、CASANOVA）
- 放課後は「乱交」がJKの常識（2月24日、CASANOVA）
- なつめ愛莉先生のセンズリ個人レッスン（3月10日、CASANOVA）
- これがリア充カップルのイチャエロです。（3月17日、CASANOVA）
- 超美少女コンビが俺のチ○ポに会いに来た！（3月17日、CASANOVA）
- 夜の学校で3Pしちゃいましたw なつめ愛莉（3月24日、CASANOVA）
- 空前のモテキ到来！！激カワJK5人から同時告白！！エロカワJKのハーレムスペシャル（4月7日、ケイ・エム・プロデュース）
- KMP15周年特別企画 5人の激カワJKが僕の生チ●ポをガチ争奪戦！！即ハメ5連続中出しSEXスペシャル！！（4月7日、ケイ・エム・プロデュース）
- エステあいりんにようこそ◆ たっぷりぐちょぐちょローション中出しSEXスペシャル（4月14日、ケイ・エム・プロデュース）
- 甘えん坊の激カワJK‘あいりん’が欲求を抑えられず僕のチ●コをパクリ！！お兄ちゃん◆ 起きないとイタズラしちゃうぞ！！（4月14日、ケイ・エム・プロデュース）
- あいりんがたっぷり濃厚な痴女責めフェラでイカせてあげる（4月14日、ケイ・エム・プロデュース）
- KMP15周年特別企画 60億分の1の確率に見事当選！！超豪華10人共演 夢の極上ハーレムスペシャル！！（4月21日、ケイ・エム・プロデュース）
- KMP15周年特別企画 夢の10人共演！催●術でモテまくりヌキまくり僕だけのおチ●ポハーレムスペシャル（4月21日、ケイ・エム・プロデュース）
- 女子校生中出しSP～教室でSEXしよッ～ なつめ愛莉（5月12日、ケイ・エム・プロデュース）
- 可愛い妹との生中出しSEX なつめ愛莉（5月12日、ケイ・エム・プロデュース）
- 『デカチン狩り』でボクのチンポが標的に！？親の再婚で女子校生の義理妹ができ、さらに今日は友達を連れてボクの部屋にやってきた！！ただでさえどう接していいか分からないのに、義理妹たちの会話はエロ話ばかり！もしかして…まさかのヤリマン！？しかも…（8月1日、Hunter）
- お願い！校長先生（8月1日、アロマ企画）
- プロダクション直営AV女優在籍高級ピンクサロン 3回転ver.（8月11日、WOW！）
- もしも彼女がAV女優だったら… VR濃厚ベロベロ接吻ハーレム中出しSEX（8月17日、WOW！）
- 絶童（8月25日、CASANOVA）
- 万引き女連行！変態おしおき部屋（8月25日、CASANOVA）
- ロリ姉が童貞弟のために射精指導3（9月8日、CASANOVA）
- キャンプで没入密室 発情テント（9月8日、CASANOVA）
- 性に開放的な学園でとびきり可愛い美少女2人とずっと生ハメSEX！（10月6日、ケイ・エム・プロデュース）
- VR素人逆ナンパ（10月13日、ケイ・エム・プロデュース）
- 混浴サウナで興奮した男女が汗だく乱交SEX！【リアル映像】（10月16日、ケイ・エム・プロデュース）
- 長尺・高画質 なつめ愛莉 汗だく中出し性交。美少女をオンナに変貌させる圧倒的快楽。（10月28日、TEPPAN VR）
- 長尺43分 ハメ潮4噴射！ 生中出しSEX VRならではの臨場感！思わず避けてしまう潮吹き！！（12月2日、ブイワンVR）

- 長尺・高画質 ベロちゅーエッチ VRのSEXはキス多めにかぎる！（1月20日、ブイワンVR）
- 放課後は教室でイチャラブ中出しSEXしよッ◆ ～（2月5日、ケイ・エム・プロデュース）他出演：南梨央奈 阿部乃みく 佳苗るか あおいれな
- 僕に夢中なカワイイ妹と子作りSEX5連発！（2月21日、ケイ・エム・プロデュース）他出演：南梨央奈 阿部乃みく 佳苗るか あおいれな
- 媚薬タコパしよっ！！エッチ度1000％UP↑↑濃密生中出しSEX ～たこ焼きにこっそり媚薬を添えて～【リアル映像】（4月25日、ケイ・エム・プロデュース）
- 長尺VR 家に行ってもイイですか？終電を逃した美少女と真・覆いかぶさり正常位（極）でハーレム生中出しSEX！！（6月13日、ケイ・エム・プロデュース）
- 自画撮り大開脚エロポーズ 連続イキ痙攣オナニー ド迫力5名SP（12月5日、プリモ@VR）

- HQ 劇的超高画質 Re: 淫靡な既婚妻の回顧録（8月21日、ブイワンVR）

- HQ 劇的超高画質 クッソ生意気なカワイイ妹を強淫恥辱 絶対服従させる性欲爆発鬼畜ハメ（3月13日、ブイワンVR）
- 舐め特化VR（7月20日、ケイ・エム・プロデュース）
- なつめ愛莉に連続射精させられるVR（7月29日、ケイ・エム・プロデュース）
- ヌルヌルしこしこ 擦り付け美尻パンティぶっかけ（7月31日、プリモ@VR）
- 開脚アナル見せオナニー（8月24日、ケイ・エム・プロデュース）
- Bunny Girl VR Palace（9月11日、ケイ・エム・プロデュース）
- 黒パンスト 角オナ（10月21日、ケイ・エム・プロデュース）
- 本人私物の愛用パンツで顔面密着擦り付けVR（10月22日、SODクリエイト）

### アダルトビデオ -総集編・オムニバス-
- さきあり全作コンプリートだょ☆ 8時間special（9月25日、kawaii*）※単体ベスト

- なつめ愛莉SPECIAL BEST 4時間 (9月23日、TMA) ※単体ベスト

- スーパーアイドル なつめ愛莉 完全コンプリートBEST 4時間（9月8日、ケイ・エム・プロデュース）※単体ベスト
- ロリ専科 なつめ愛莉 絶対攻略4時間（11月1日、GLAY'z）※単体ベスト

- 敏感乳首だけでイケる美女（2月19日、ゑびすさん/妄想族）他出演：葵千恵、羽生ありさ、斉藤みゆ、春日野結衣、黒木いくみ、片瀬美咲、牧野れいな
- 美女の腋 匂い舐めぶっかけ鑑賞（2月19日、ゑびすさん/妄想族）他出演：川越ゆい、片瀬美咲、久我かのん、小春、日比乃さとみ、日高結愛、小西まりえ
- おっぱい揉み乳首舐めレズビアン（3月1日、ゑびすさん/妄想族）共演：日比乃さとみ／他出演：篠崎みお、梁川かりん、和泉希歩、久我かのん、藤にいな、斉藤みゆ、阿部乃みく、小春
- パンストフェティッシュ挑発淫語オナニー（3月19日、ゑびすさん/妄想族）他出演：小春、小西まりえ、阿部乃みく、玉木くるみ、希咲あや
- パンストレッグ フェティッシュレズビアン（4月1日、ゑびすさん/妄想族）共演：日比乃さとみ／他出演：小春、小西まりえ、桃瀬ゆり、希咲あや、斉藤みゆ、阿部乃みく
- 唾液口臭嗅がせ鼻舐め匂いフェチレズ ～女口臭唾液フェチサークル編～（6月19日、ゑびすさん/妄想族）共演：日比乃さとみ／他出演：篠崎みお、梁川かりん、藤にいな、いろはめる、和泉希歩、斉藤みゆ、阿部乃みく
- 貴女とレズがしたい。 相性抜群。本気で感じるレズビアンセックス4時間（6月7日、ビビアン）※メーカー総集編（なつめ愛莉×紗藤まゆ 80分撮り卸ろしレズ映像収録）
- なつめ愛莉にいつでも会える BEST4時間（10月5日、ワープエンタテインメント）※単体ベスト

- まるっと！なつめ愛莉（8月1日、プラネットプラス）
- 神なつめ愛莉243分7SEX7発射！！競泳水着からブルマやパンスト、はたまた盗撮マッサージや中出しリフレまで僕らが大好きなつめ愛莉ちゃんの全てが詰まったコンプリート作品集！！撮り下ろしシーンも収録！！（11月11日、親父の個撮）※単体ベスト

- 美脚パンストレズ（8月16日、ゑびすさん/妄想族）

- つねり勃起乳首（2月21日、ゑびすさん/妄想族）

- 【強襲】生口臭責め鼻舐めレズ（6月18日、ゑびすさん/妄想族）
- 濃密連続絶頂レズビアン（7月2日、ゑびすさん/妄想族）

### イメージビデオ -DVD-

#### 「なつめ愛莉」名義
- 美少女採集（2015年9月25日、AQUA）
- 全裸ヨガ教室vol.16～なつめ愛莉編～（2015年11月28日、オルスタックソフト販売）
- Utopia（2016年1月23日、STEP）
- Airi 運命の赤い糸・なつめ愛莉（2017年8月3日、Rebecca）※Blu-ray版 同時発売
- Aphrodite（2018年10月19日、ファインピクチャーズ）※Blu-ray版 同時発売

#### 「あいなっつ」名義
- Sexy cat～Hな子猫を抱きしめて～（2021年8月27日、スパイスビジュアル）

### イメージビデオ -配信-
- パンチラ要素＋弓で擦りつけ＋ギリドキ満載！セーラー服（2015年4月3日、LOVEPOP）
- スカート越しのパンツ脱ぎ・履きはスレスレドキドキ！着替え編（2015年4月8日、LOVEPOP）
- 元気いっぱい！可愛らしさ・食い込み・太ももMAX！踏み台運動編（2015年4月13日、LOVEPOP）
- 顔を赤らめ、お尻も乳首も淫らにはだける！制服ワンピース（2015年4月15日、LOVEPOP）
- マッサージで喘ぎ、乱れ、絶頂に達する女の子乳揉み編（2015年4月22日、LOVEPOP）
- パンツ見られて怒っていた女の子が笑顔でパンモロ！学園編（2015年4月27日、LOVEPOP）
- なわとびを擦る！手パンで腰を揺らす！大興奮！ブルマ（2015年5月1日、LOVEPOP）
- 大興奮！Tフロントでモッコリ＆ピンク乳首エロ揉み！部屋着（2015年5月6日、LOVEPOP）
- プリップリのお尻が満載！超ギリシーンでドキドキ♪私服（2015年5月12日、LOVEPOP）
- かわいい部屋着で！ベッドの上だけで見せる甘えた表情･･･（2015年5月15日、デジグラ）
- くまちゃん大好き！股間擦りつけるためにねだる！挑発パンチラ編（2015年5月21日、LOVEPOP）
- 「ご主人様、いっぱい見て下さい♪」従順メイドの挑発パンチラ編（2015年5月22日、デジグラ）
- ラケットTバックに食い込ませてギリギリムチムチ♪テニス（2015年5月29日、LOVEPOP）
- ボディーソープでぬるぬる･･･透ける胸！乳・尻もみ編（2015年5月29日、デジグラ）
- つるつるピンクパンツがねじれながら行き来する！逆さ自分撮り編（2015年6月2日、LOVEPOP）
- 尻尾に大事な所をコスりつけて響く甘い声･･･馬乗り編（2015年6月5日、デジグラ）
- 無理やり舐めさせる！唾液満タン！ねっとりソーセージ舐め編（2015年6月8日、LOVEPOP）
- パンツを脱いで四つん這い･･･乱れる浴衣（2015年6月26日、デジグラ）
- セクシーな声と綿パン！あそこに食い込むパンツ！マット運動編（2015年6月27日、LOVEPOP）
- お尻に大接近！（2015年10月9日、LOVEPOP）
- ご主人様のペット。パイパン愛莉のにゃ〜ん♪水色メイド（2015年10月23日、LOVEPOP）
- ご主人様に命令され、パイパン生で馬乗り擦りつけ！（2015年10月30日、LOVEPOP）
- ひらひらスカートがゆれる！白ニーハイ×白綿パンメイド　マット運動編（2015年11月9日、LOVEPOP）
- スベスベなお尻のお肉が最高！（2015年11月13日、LOVEPOP）
- 無防備メイドのピンクパンツが丸見え☆ソックス脱ぎ（2015年11月28日、LOVEPOP）
- ネコミミ黒メイドで官能小説朗読！（2015年12月18日、LOVEPOP）
- ツインテ制服ルーズソックス！パンツを脱いで大開脚☆（2017年6月30日、デジグラ）
- 大胆チアガールが更衣室で挑発パンチラ編（2017年7月7日、デジグラ）
- どいてくれないとこうしちゃうぞ！裸エプロンで尻攻め編（2017年7月15日、デジグラ）
- 巫女さんの足袋でいじめられちゃう！足フェチ編（2017年7月25日、デジグラ）
- まるで痴女!?ワンピースを開けたらマイクロビキニ（2017年7月30日、デジグラ）
- 卑猥な音を立てながら…ソーセージ舐め（2017年8月18日、デジグラ）
- 勤務中なのに体がムズムズしちゃって…紐スリスリ編（2017年8月26日、デジグラ）
- ラブデジ7 お揃いの部屋着でじゃれあい脱がしあい♪部屋着（2017年9月8日、LOVEPOP）
- ラブデジ7 シャツもパンツもびしょ濡れスケスケ！水鉄砲編（2017年9月17日、LOVEPOP）
- ラブデジ7 ご主人様、今日のご褒美下さい♪ソーセージ舐め（2017年9月20日、LOVEPOP）
- ラブデジ7【ハロウィン】お菓子がないならお菓子になっちゃえ！クリームまみれのハロウィン編♪（2017年10月27日、LOVEPOP）
- ラブデジ7 ハロウィン かわいすぎる2人のデビルが綿パンで誘惑！（2017年10月31日、LOVEPOP）
- ラブデジ7 ねぇねぇ！どっちのお尻が好みなの？ちゃんと決めてね！尻攻め編（2017年11月11日、LOVEPOP）
- ラブデジ7 パンツやおっぱいを見せつけられて股間が元気になっちゃった件！挑発パンチラ（2017年11月18日、LOVEPOP）
- ラブデジ7 4K動画 女の子同士の揉み合いがエッチすぎる！乳揉み（2017年11月25日、LOVEPOP）
- ラブデジ7 ピッチピチの水着で仲良し二人が戯れる！競泳＆スクミズ（2017年12月3日、LOVEPOP）
- 股間に食い込む婦警さんのパンティ！（2017年12月4日、デジグラ）
- ラブデジ7 美女二人が猛烈に絡み合う！！ボディコン（2019年1月22日、LOVEPOP）
- かわいすぎるツインテメイドがご主人様のためにあられもない姿に！（2019年8月9日、デジグラ）
- 上も下も下着が透けちゃってる!?ミニスカ姿のエッチなお姉さん！（2019年8月24日、デジグラ）
- セーラー服でバドミントンしよ♪（2019年9月7日、デジグラ）
- ヌンチャクをあんな事に使っちゃう!?チャイナガールの色仕掛け攻撃！（2019年9月7日、デジグラ）
- キャッキャしながらビシャビシャになるまで水鉄砲勝負！濡れフェチ水鉄砲勝負編（2019年9月14日、デジグラ）
- プールでくつろぐ二人。暑いから入っちゃおー！オフショットムービー付 濡れフェチ プール編（2019年9月21日、デジグラ）
- 誘惑するふたり！純白ドレスで綺麗な肌を大胆露出！ウェディングドレス（2019年10月5日、デジグラ）
- 下乳がはみ出ちゃうミニ丈パーカー♪腕を上げるとおっぱいが丸見えに！（2019年11月22日、デジグラ）
- 天使のような顔して実は小悪魔！いやらしい言葉攻めのガラス棒編（2019年11月29日、デジグラ）
- キュートな笑顔でトークも抜群！実力派営業レディーのパンツ訪問販売編（2019年12月13日、デジグラ）
- マイクロビキニの食い込みと下乳！笑顔でいやらしく腰をふりふりパンチラダンス（2019年12月21日、デジグラ）
- メリークリスマス♪愛莉サンタからのプレゼントは…え？おっぱい！？挑発胸チラ編（2019年12月23日、デジグラ）
- 愛莉ちゃんが色んな水着で自由に遊んじゃう！全編音声入りの水着三昧（2019年12月30日、デジグラ）
- 美乳・美脚・スタイル抜群！パイパンも堪能できちゃう制服ベスト（2020年8月19日、LOVEPOP）
- おっぱい出してプロフィール紹介！パイパイ・美乳を大胆披露♪私服（2020年9月2日、LOVEPOP）
- スマホ返して！我慢してパンツを見せたらおっぱいまで見せることに！？ごめんねパンチラ（2020年9月28日、LOVEPOP）
- 4K動画 ガチャからパンツが出てくる！その場で履き替えて履き心地チェック！パンツガチャ編（2020年10月6日、LOVEPOP）
- 4K動画 初めにスカートを脱ぐの！？ドキドキ展開の野球拳（2020年12月5日、LOVEPOP）
- 彼シャツ（2021年6月5日、デジグラ）
- ホットパンツ（2021年7月23日、デジグラ）

### デジタル写真集
- LOVEPOP デラックス なつめ愛莉 001（2017年10月17日、PAD）
- LOVEPOP デラックス なつめ愛莉 002（2017年12月8日、PAD）
- LOVEPOP デラックス なつめ愛莉 003（2018年1月19日、PAD）
- LOVEPOP デラックス なつめ愛莉 004（2018年2月23日、PAD）

### テレビ
- 阿部乃ちゃんねる（2016年4月1日、5月1日、8月2日、エンタ!959）
- 男のザップ 生イキ! ジャンポケクルーズ（BSスカパー!、2017年3月2日）
- ダラケ! 〜お金を払ってでも見たいクイズ〜 （BSスカパー!、2017年3月9日）

### 映画
- 大人の同級生 させ子と初恋（2018年11月2日、オーピー映画）- 西原紅子役（初主演）
  - 大人の同級生（2019年8月31日、オーピー映画）※R15版
- 密通の宿 悦びに濡れた町（2019年2月8日、オーピー映画）- 米川葵役
  - デリヘル嬢 癒しの肉体（2019年、オーピー映画）※R15版
  - ローカル娼婦 癒やしの肉体（2021年2月3日、オーピー映画）※R15版のDVD
- 平成風俗史 あの時もキミはエロかった（2019年7月26日、オーピー映画）- 富永五月役
  - 平成風俗史（2019年8月27日、オーピー映画）※R15版
  - 平成風俗史 しろうとばやり（2021年4月2日、オーピー映画）※R15版のDVD
- 風俗図鑑 ヤレない男たち（2019年8月23日、オーピー映画）- 伊達尚美役
  - ちゃのまつかのま（2019年8月28日、オーピー映画）※R15版
  - 平成風俗史 ちゃのまつかのま（2021年5月7日、オーピー映画）※R15版のDVD
- アノコノシタタリ（2019年8月25日、オーピー映画）- 佐伯零奈役（主演）[12][13]
  - 色情霊 ～カノジョノシタタリ～（2019年、オーピー映画）※放送版

### オリジナルビデオ
- 女猫:ミカ プッシーキャット・ガールの発情恩返し（2019年12月4日、シネマファスト）- ミカ役（主演）
- ガールズ・コマンドー（2020年2月4日、竹書房）- 栗栖ミオ 役[14]

### 雑誌
- kawaii*女のコmagazine（2013年2月1日、ジーオーティー）

### インターネット番組
- スパローズのギリギリアウツ!?#91（2014年1月23日、ニコジョッキー/ニコニコ生放送）
- 阿部乃ちゃんねる（2014年 、エンタ!959）
- 全裸監督2（2021年6月24日 全話配信、Netflix） - 1話、2話

### パチンコ
- CRジューシーハニー2（2018年7月、サンセイアールアンドディ）[15]
- PジューシーハニーH（ハーレム）（2023年5月、サンセイアールアンドディ）